# Diastema argillophora
Diastema argillophora là một loài bướm đêm trong họ Noctuidae.